# Håkan Ljunggren
Håkan Olof Magnus Ljunggren, född 22 juni 1919 i Sundsvall, död 2009, var en svensk läkare.
Ljunggren, som var son till postdirektör Ernst Ljunggren och Ruth Netzén, avlade studentexamen i Stockholm 1939, blev medicine kandidat vid Karolinska Institutet 1942, medicine licentiat 1946, medicine doktor där 1957 och docent i medicin vid Göteborgs universitet 1958. Han var underläkare vid medicinska kliniken på Serafimerlasarettet 1946–1957, blev biträdande överläkare vid medicinska avdelningen på Halmstads lasarett 1957 och överläkare där 1963. Han var ordförande i Medicinska föreningen i Stockholm 1944–1945. Han författade skrifter i allmän medicin och endokrinologi.